# 李嘉圖等價命題
李嘉圖等價命題（英語：Ricardian equivalence proposition），又稱為巴羅－李嘉圖等價定理（英語：Barro-Ricardo equivalence theorem），經濟學上的一個假說。假說認為，在理性预期假說成立的前提下，一個理性的消費者會把政府的預算限制，內化到自己的消費行為去，因此，改變徵稅的時機，完全不會影響消費者的支出水準。李嘉圖等價命題認為，無論政府使用租稅手段，或是以債券方式借貸，整個經濟體的需求水準，都會保持不變，因此對於經濟不會有任何影響。

## 概論
徵税和發行公債是政府籌措收入的两种主要方式，这两种方式对社会经济将产生何种影响，经济学家们历来对此观点不一争论不休。
李嘉圖等價假說假設政府要獲得現金，只有透過租稅，或是發行債券這兩種手段。債券是一種借貸，最後一定要償還，雖然現在可以獲得現金流入，但在未來需要提高租稅，好償還這筆欠債。因此，政府發行債券等同於對未來徵稅。政府選擇租稅，或是債券，事實上只是選擇現在就徵稅，或是將來再徵稅。
假設政府以增加國債，增加財政赤字的方式，讓政府可以在現在就增加財政支出，這個行為暗示了政府勢必在將來某一天將會提高租稅，好償還債務。一個有理性的人民，若知道自己將來要付出更高的稅，現在就會開始存款，以應付將來的支出增加。如果人民現在就會減少自己的支出，增加存款，並將存款拿去投資，或是購買政府發行的債券，這個結果將會等同於政府現在就以提高租稅方式來取得現金。
經濟學家李嘉图在《政治经济学及赋税原理》中首次提出這種說法，因此這個假說被稱為李嘉圖等價。
美国经济学家罗伯特·巴罗在1974年发表论文《政府债券是净财富吗》进一步阐述了李嘉图的这种观点。

## 批評
虽然李嘉图在《政治经济学及赋税原理》一书中提出了这个后人以他名字命名的论点，但他本人似乎对此也存有疑问，因为他在同一书中又写道举债“这种办法会使我们不知节俭，使我们不明白自己的真实处境”。
一些經濟學家認為罗伯特·巴罗的假定太過不切實際。

## 外部連結
- Does It Matter How You Pay for a State Dinner? A Lesson on Ricardian Equivalence （页面存档备份，存于） by Morgan Rose, at the Library of Economics and Liberty
- Biography （页面存档备份，存于） of David Ricardo
- Why a tax cut just isn’t fair on teenagers （页面存档备份，存于） by Tim Harford, Financial Times
- Romeo, Sampson, "The Effect of Budget Deficits on Long-term Interest Rates",